# Stade Mário Pessoa
Le Stade Mário Pessoa (en portugais : Estádio Mário Pessoa), auparavant connu sous le nom de Stade municipal d'Ilhéus (en portugais : Estádio Municipal de Ilhéus), est un stade de football brésilien situé à Cidade Nova, quartier de la ville d'Ilhéus, dans l'État de Bahia.
Le stade, doté de 7 000 places et inauguré en 1940, sert d'enceinte à domicile aux équipes de football du Colo Colo de Futebol e Regatas et du River Ilheense Esporte Clube.
Il porte le nom de Mário Pessoa, ancien maire de la ville à l'origine de la construction du stade.

## Histoire
Le stade ouvre ses portes en 1940 sous le nom de Stade municipal d'Ilhéus (en portugais : Estádio Municipal de Ilhéus). Il est inauguré le 28 juin 1940 lors d'une victoire 4-2 de l'EC Bahia sur l'EC Ypiranga.
Il est alors à l'époque le plus grand stade du nord du Brésil.
Le système d'éclairage est inauguré le 15 novembre 1961 lors d'un match amical où le Fluminense s'impose 1-0 sur l'EC Vitória, avec un but de Telê Santana.